# Tunézia az 1988. évi nyári olimpiai játékokon
Tunézia a dél-koreai Szöulban megrendezett 1988. évi nyári olimpiai játékok egyik részt vevő nemzete volt. Az országot az olimpián 6 sportágban 41 sportoló képviselte, akik érmet nem szereztek.

## Asztalitenisz
Férfi
| Versenyző                      | Versenyszám | Csoportkör | Csoportkör | Nyolcaddöntő      | Negyeddöntő       | Elődöntő          | Döntő             | Helyezés |
| Versenyző                      | Versenyszám | Ellenfél Eredmény | Hely.      | Ellenfél Eredmény | Ellenfél Eredmény | Ellenfél Eredmény | Ellenfél Eredmény | Helyezés |
| ------------------------------ | ----------- | --- | ---------- | ----------------- | ----------------- | ----------------- | ----------------- | -------- |
| Lotfi Joudi                    | Egyes       | A csoport · Csiang Csia-liang (Jiang Jialiang) (CHN) · 0:3 · Jean-Michel Saive (BEL) · 0:3 · Klampár Tibor (HUN) · 0:3 · Sean O'Neill (USA) · 0:3 · Jean-Philippe Gatien (FRA) · 0:3 · Carlos Kawai (BRA) · 0:3 · Alan Cooke (GBR) · 0:3 | 8.         | kiesett           | kiesett           | kiesett           | kiesett           | 57.      |
| Mourad Sta                     | Egyes       | G csoport · Ju Namgju (Yu Nam-Gyu) (KOR) · 0:3 · Vong Vong Ju (HKG) · 0:3 · Leszek Kucharski (POL) · 1:3 · Joe Ng (CAN) · 0:3 · Jindřich Panský (TCH) · 0:3 · Mario Álvarez (DOM) · 0:3 · Carl Prean (GBR) · 0:3 | 8.         | kiesett           | kiesett           | kiesett           | kiesett           | 57.      |
| Mourad Sta Sofiane Ben Letaief | Páros       | A csoport · Kína (CHN) · Csen Lung-can (Chen Longcan) · Iszeki Szeikó · 0:2 · Magyarország (HUN) · Klampár Tibor · Kriston Zsolt · 1:2 · Svédország (SWE) · Erik Lindh · Jörgen Persson · 0:2 · India (IND) · Kamlesh Mehta · Sujay Ghorpade · 0:2 · Japán (JPN) · Ono Szeidzsi · Mijazaki Josihito · 0:2 · Hongkong (HKG) · Chan Chi Ming · Liu Fuk Man · 1:2 · Nagy-Britannia (GBR) · Alan Cooke · Carl Prean · 1:2 | 8.         |                   | kiesett           | kiesett           | kiesett           | 29.      |
| Feiza Ben Aïssa                | Egyes       | C csoport · Csen Csing (Chen Jing) (CHN) · 0:3 · Insook Bhushan (USA) · 0:3 · Valentyina Popova (URS) · 0:3 · Nadia Bisiach (AUS) · 0:3 · Ucsijama Kjóko (JPN) · 0:3 | 6.         | kiesett           | kiesett           | kiesett           | kiesett           | 41.      |

## Atlétika
Férfi
| Versenyző            | Versenyszám    | Előfutam | Előfutam | Előfutam | Elődöntő | Elődöntő | Elődöntő | Döntő   | Döntő    |
| Versenyző            | Versenyszám    | Idő      | Hely.    | Össz.    | Idő      | Hely.    | Össz.    | Idő     | Helyezés |
| -------------------- | -------------- | -------- | -------- | -------- | -------- | -------- | -------- | ------- | -------- |
| Mahmoud El-Kalboussi | 1500 m         | 3:43,72  | 7.       | 31.      | kiesett  | kiesett  | kiesett  | kiesett | kiesett  |
| Fethi Baccouche      | 3000 m akadály | 8:38,67  | 7.       | 18.      | 8:31,36  | 10.      | 20.      | kiesett | kiesett  |

## Birkózás
Kötöttfogású
| Versenyző     | Versenyszám | Vigaszágas kiesés                                                                              | Vigaszágas kiesés | Helyosztók        | Helyosztók        | Bronz- mérkőzés   | Döntő             | Helyezés    |
| Versenyző     | Versenyszám | Vigaszágas kiesés                                                                              | Vigaszágas kiesés | 7. helyért        | 5. helyért        | Bronz- mérkőzés   | Döntő             | Helyezés    |
| Versenyző     | Versenyszám | Ellenfél Eredmény                                                                              | Hely.             | Ellenfél Eredmény | Ellenfél Eredmény | Ellenfél Eredmény | Ellenfél Eredmény | Helyezés    |
| ------------- | ----------- | ---------------------------------------------------------------------------------------------- | ----------------- | ----------------- | ----------------- | ----------------- | ----------------- | ----------- |
| Mehdi Chaambi | 57 kg       | B csoport · Rifat Yildiz (FRG) · 0–12 · Adrian Ponce (MEX) · 15–0 · a 3. fordulóban nem indult | 7.                | kiesett           | kiesett           | kiesett           | kiesett           | helyezetlen |
| Habib Lakhal  | 62 kg       | A csoport · Brahim Loksairi (MAR) · 1–2 · Ahad Javan Saleh (IRI) · 0–5                         | 9.                | kiesett           | kiesett           | kiesett           | kiesett           | helyezetlen |

Szabadfogású
| Versenyző      | Versenyszám | Vigaszágas kiesés                                                                                         | Vigaszágas kiesés | Helyosztók        | Helyosztók        | Bronz- mérkőzés   | Döntő             | Helyezés    |
| Versenyző      | Versenyszám | Vigaszágas kiesés                                                                                         | Vigaszágas kiesés | 7. helyért        | 5. helyért        | Bronz- mérkőzés   | Döntő             | Helyezés    |
| Versenyző      | Versenyszám | Ellenfél Eredmény                                                                                         | Hely.             | Ellenfél Eredmény | Ellenfél Eredmény | Ellenfél Eredmény | Ellenfél Eredmény | Helyezés    |
| -------------- | ----------- | --- | ----------------- | ----------------- | ----------------- | ----------------- | ----------------- | ----------- |
| Mourad Zelfani | 57 kg       | B csoport · Waruingi Kimani (KEN) · 18–0 · Haltma Abttul (MGL) · 0–15 · Valentin Ivanov (BUL) · kétvállas | 8.                | kiesett           | kiesett           | kiesett           | kiesett           | helyezetlen |

## Labdarúgás
| Tunéziai férfi labdarúgócsapat-játékoskeret | Tunéziai férfi labdarúgócsapat-játékoskeret |
| --- | --- |
| - Haithem Abid - Modher Baouab - Ali Ben Neji - Khaled Ben Yahia - Noureddine Bousnina - Abderrazak Chahat - Mohamed Al-Naceur Chouchane - Tarak Dhiab - Slaheddine Fessi - Jameleddine Limam | - Nabil Maaloul - Taoufik Mehedhebi - Hachemi El-Ouachi - Imad Mizouri - Mourad Ranene - Lotfi Rouissi - Adel Smirani - Kais Yacoubi - Mohamed Ali Mahjoubi |

### Eredmények
Csoportkör
A csoport
| Csapat           | M | Gy | D | V | Rg | Kg | Gk | P |
| ---------------- | - | -- | - | - | -- | -- | -- | - |
| Svédország (SWE) | 3 | 2  | 1 | 0 | 6  | 3  | +3 | 5 |
| NSZK (FRG)       | 3 | 2  | 0 | 1 | 8  | 3  | +5 | 4 |
| Tunézia (TUN)    | 3 | 0  | 2 | 1 | 3  | 6  | –3 | 2 |
| Kína (CHN)       | 3 | 0  | 1 | 2 | 0  | 5  | –5 | 1 |

| 1988. szeptember 17. 19:00 (UTC+9) |

| Svédország (SWE)        | 2–2               | Tunézia (TUN)                    |
| ----------------------- | ----------------- | -------------------------------- |
| Thern 44' Hellstrom 45' | (2–2) Jegyzőkönyv | Dhiab 16' Maaloul 43' (11-esből) |

| Daegu Civic Stadium, Tegu Nézőszám: 20 000 Játékvezető: Edgardo Codesal Méndez (mexikói) |

| 1988. szeptember 19. 17:00 (UTC+9) |

| Tunézia (TUN)          | 1–4               | NSZK (FRG)                                           |
| ---------------------- | ----------------- | ---------------------------------------------------- |
| Maaloul 26' (11-esből) | (1–1) Jegyzőkönyv | Grahammer 4' Fach 50' Mill 55' Wuttke 75' (11-esből) |

| Goodeok Stadium, Puszan Nézőszám: 14 000 Játékvezető: Kenneth Hope (angol) |

| 1988. szeptember 21. 17:00 (UTC+9) |

| Tunézia (TUN) | 0–0         | Kína (CHN) |
| ------------- | ----------- | ---------- |
|               | Jegyzőkönyv |            |

| Goodeok Stadium, Puszan Nézőszám: 17 000 Játékvezető: Lennox Sirjuesingh (Trinidad és Tobagó-i) |

| Csapat        | Helyezés |
| ------------- | -------- |
| Tunézia (TUN) | 9.       |

## Röplabda

### Férfi
| Tunéziai férfi röplabdacsapat-játékoskeret                                                                                  | Tunéziai férfi röplabdacsapat-játékoskeret                                                                   |
| --- | --- |
| - Abdel Aziz Ben Abdallah - Abderrazak Ben Massaoud - Faycal Ben Amara - Hichem Ben Amira - Fethi Ghariani - Hedi Bousarsar | - Lotfi Ben Slimane - Mohamed Sarsar - Mourad Tebourski - Msaddak Lahmar - Rashid Bousarsar - Raouf Chenoufi |

#### Eredmények
Csoportkör
B csoport
|                        |      | Mérkőzések | Mérkőzések | Szettek | Szettek | Szettek | Pontok | Pontok | Pontok |
| Csapat                 | Pont | Gy         | V          | Sz+     | Sz–     | SzA     | P+     | P–     | PA     |
| ---------------------- | ---- | ---------- | ---------- | ------- | ------- | ------- | ------ | ------ | ------ |
| Egyesült Államok (USA) | 10   | 5          | 0          | 15      | 3       | 5,000   | 263    | 155    | 1,697  |
| Argentína (ARG)        | 8    | 3          | 2          | 11      | 7       | 1,571   | 209    | 211    | 0,991  |
| Franciaország (FRA)    | 8    | 3          | 2          | 10      | 7       | 1,429   | 222    | 190    | 1,168  |
| Hollandia (NED)        | 8    | 3          | 2          | 10      | 7       | 1,429   | 202    | 183    | 1,104  |
| Japán (JPN)            | 6    | 1          | 4          | 5       | 12      | 0,417   | 182    | 215    | 0,847  |
| Tunézia (TUN)          | 5    | 0          | 5          | 0       | 15      | 0,000   | 101    | 225    | 0,449  |

| 1988. szeptember 18. | Tunézia (TUN)       | 0–3 | Argentína (ARG) |  |
| 1988. szeptember 18. | (5–15, 11–15, 6–15) |     |                 |  |

| 1988. szeptember 19. | Franciaország (FRA) | 3–0 | Tunézia (TUN) |  |
| 1988. szeptember 19. | (15–10, 15–3, 15–9) |     |               |  |

| 1988. szeptember 22. | Tunézia (TUN)       | 0–3 | Hollandia (NED) |  |
| 1988. szeptember 22. | (6–15, 10–15, 5–15) |     |                 |  |

| 1988. szeptember 24. | Tunézia (TUN)       | 0–3 | Japán (JPN) |  |
| 1988. szeptember 24. | (4–15, 11–15, 7–15) |     |             |  |

| 1988. szeptember 26. | Tunézia (TUN)      | 0–3 | Egyesült Államok (USA) |  |
| 1988. szeptember 26. | (4–15, 6–15, 4–15) |     |                        |  |

A 9–12. helyért
| 1988. szeptember 28. 12:00 | Olaszország (ITA)  | 3–0 | Tunézia (TUN) |  |
| 1988. szeptember 28. 12:00 | (15–2, 15–2, 15–5) |     |               |  |

A 11. helyért
| 1988. szeptember 30. 12:00 | Tunézia (TUN)       | 0–3 | Dél-Korea (KOR) |  |
| 1988. szeptember 30. 12:00 | (11–15, 9–15, 7–15) |     |                 |  |

## Úszás
Férfi
| Versenyző    | Versenyszám | Előfutam | Előfutam | Előfutam | Döntő   | Döntő   | Döntő   | Helyezés |
| Versenyző    | Versenyszám | Idő      | Hely.    | Össz.    | Típus   | Idő     | Hely.   | Helyezés |
| ------------ | ----------- | -------- | -------- | -------- | ------- | ------- | ------- | -------- |
| Senda Gharbi | 50 m gyors  | 27,34    | 8.       | 29.      | kiesett | kiesett | kiesett | kiesett  |
| Senda Gharbi | 100 m gyors | 58,51    | 8.       | 33.      | kiesett | kiesett | kiesett | kiesett  |
| Senda Gharbi | 200 m gyors | 2:06,60  | 5.       | 30.      | kiesett | kiesett | kiesett | kiesett  |
| Senda Gharbi | 400 m gyors | 4:34,67  | 6.       | 30.      | kiesett | kiesett | kiesett | kiesett  |